# العمدة (أم درمان)
حي سوداني يقع في ولاية الخرطوم بمدينة أم درمان

## الموقع
حي العمدة ذلك الحي العريق ينقسم إلى شرق وغرب لشارع كرري (ذلك الشارع الذي يأتي من سوق أم درمان شاقاً طريقه شمالاً إلى مدينة الثورة)، حي العمدة غرب وبدأَ من الخور الكبير الذي يفصل حي العمدة من المسالمة
يقع شمال أم درمان القديمة يحده من جهة الجنوب حي المسالمة ومن الشمال حديقة أم درمان الكبرى ومن الغرب مقابر البكري أم درمان الممتدة حتى شارع الشنقيطي.

## المناخ
يسود المنطقة شبه صحراوي إلى جاف وهو حار جاف وممطر صيفاً وبارد جاف شتاءً، يتميز بارتفاع درجات الحرارة صيفاً ما بين 40˚ - 34.9˚ مئوية وتنخفض درجات الحرارة شتاءً ما بين 27˚ - 30.8˚ مئوية.[بحاجة لمصدر]

## أصل التسمية
حي العمدة من الأحياء العريقة واشتهر الاسم نسبة للعمدة المقبول وهو من أوائل من سكنوا هذا الحي العريق.

## وصلات خارجية
1. موسوعة السودان الرقمية
2. http://wikimapia.org/5678322/ar/%D8%A8%D8%A7%D9%86%D8%AA-%D8%BA%D8%B1%D8%A8